# Königspfalz Werla
Die Königspfalz Werla liegt bei Werlaburgdorf (Gemeinde Schladen-Werla) in Niedersachsen.
Das Gelände der ehemaligen Pfalz von etwa 20 ha erhebt sich auf dem Kreuzberg als natürliches Plateau 17 m über der Oker. Im Frühmittelalter war die Pfalz eine wichtige Stätte für die deutsche Reichsgeschichte. Besonders für die Ottonen stellte sie im 10. Jahrhundert einen wichtigen Stützpunkt dar. Nachdem sie in der Folgezeit gegenüber der neu gegründeten Pfalz Goslar am Rammelsberg politisch an Bedeutung verloren hatte, entwickelte sie sich zu einer eigenständigen Siedlung mit reger Wirtschaftsproduktion. Im 14. Jahrhundert verfiel sie zur Wüstung und geriet bis zu ihrer Wiederentdeckung im 19. Jahrhundert vollkommen in Vergessenheit.
Nach ihrer Wiederentdeckung wurde im 20. Jahrhundert vor allem die Kernburg ausführlich archäologisch erforscht. Die Grabungen seit 2007 erbrachten neue Erkenntnisse zu den zuvor weitgehend unerforschten Vorburgen. Seit 2010 wird die Pfalzanlage mit Grund- und Ringmauern sowie Erdwällen in Teilen rekonstruiert und ist als Archäologie- und Landschaftspark Kaiserpfalz Werla öffentlich zugänglich. Die 65 ha große Anlage ist seit 1958 Landschaftsschutzgebiet.

## Lage
Die Pfalz ist eine der fünf wichtigen ottonischen und salischen Pfalzanlagen im heutigen Niedersachsen (Goslar, Dahlum, Grona, Pöhlde).
Die Pfalzanlage liegt etwa je 15 km südlich von Wolfenbüttel und nordöstlich von Goslar. Sie befindet sich im freien Gelände zwischen Schladen und Werlaburgdorf (bis 1958 Burgdorf). Eine direkte Zufahrt für Fahrzeuge besteht nicht. Allerdings befindet sich an der Straße (L 615) zwischen den beiden Orten von Schladen kommend rechterhand ein Parkplatz, von dem aus man die Anlage innerhalb weniger Minuten zu Fuß erreichen kann. Alternativ kann man einem Wanderweg entlang der Wedde folgen und dann links entlang der Oker durch die Flussniederung zum Ziel gelangen. Ein günstiger Ausgangspunkt ist auch das Heimathaus „Alte Mühle“ in Schladen. Nach zwei Kilometern erreicht man das 17 m hohe Geländeplateau des Kreuzberges, auf dem die Pfalz lag.

## Pfalzanlage

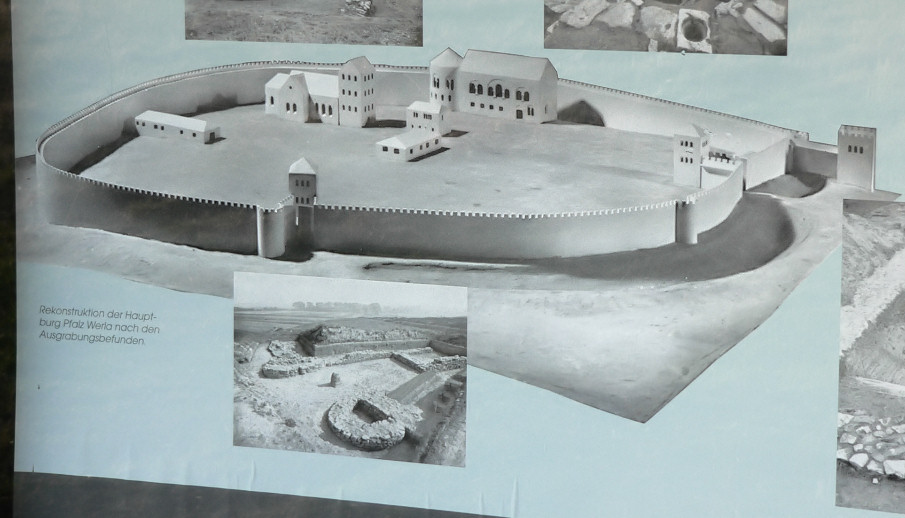
Rekonstruktionsversuch der Hauptburg der Pfalz Werla auf einer öffentlichen Schautafel für Besucher

Die Hauptburg war eine kreisförmige Anlage mit einem Durchmesser von etwa 150 m. Sie lag auf dem Kreuzberg mit zwei Seiten direkt an den rund 17 m hohen Steilhängen zur Flussniederung der Oker. Dieser Burgbereich war mit einer etwa 1 m starken Ringmauer und einem 9 m breiten und 4 m tiefen Spitzgraben umgeben. Die Mauer verfügte über zwei Tore und mehrere Türme. An die Kernburg schlossen sich drei (spätere) Vorburgen, die Inneren Vorburgen 1 und 2 sowie die Äußere Vorburg, an. Insgesamt war ein Areal von rund 20 Hektar in die Befestigung einbezogen. Die Vorburgen verfügten ebenfalls über einen ähnlich tiefen Graben, hatten aber anstatt einer Mauer einen Wall (vermutlich mit Palisade).
Innerhalb der Hauptburg wurden mehrere frühere Gebäude ergraben.
- Kapelle (23 × 7,5 m)
- Kemenate (5 × 8 m)
- Saalgebäude (17 × 7 m)
- Palas I (22 m lang mit Heizungsanlage)[2]
- Palas II (15 × 34 m)
- Unterirdischer „Fluchtgang“ (Erdstall) von 35 m Länge
- sog. „Wachhäuser“, sog. „Küchenhäuser“ und Keller

Ein rekonstruiertes Modell der Pfalz Werla befindet sich im Braunschweigischen Landesmuseum. Es zeigt die Anlage im Zustand des 10. Jahrhunderts mit einzelnen Steinbauten sowie einer steinernen Umfassungsmauer. Das Modell beruht auf den bis 1985 durchgeführten Forschungen zu Werla. Die jüngeren Grabungen kommen teilweise zu anderen Ergebnissen.
2017 gab der Bezirksarchäologe des Niedersächsischen Landesamtes für Denkmalpflege Michael Geschwinde bekannt, dass ein Teil der Pfalzgebäude, wie der Zentraltrakt und die Kirche, nicht aus Stein erbaut wurde. Bei Ausgrabungen gefundene Gipstrümmer deuten darauf hin, dass sie in der Kletterschaltechnik in Gips gegossen wurden. Da der Gips auf einer Holzkonstruktion ruhte, ließen sich die Gebäude aufgrund von Witterungseinflüssen nach rund 50 Jahren nicht mehr reparieren. Dies könnte darauf hinweisen, dass die Pfalz nach Goslar verlagert wurde.

## Geschichte

### Vorgeschichte und Namensherkunft
Die Anhöhe über der Oker war schon in vorgeschichtlicher Zeit besiedelt. Davon zeugen zahlreiche Funde, vor allem Keramik, aber auch Geräte aus Stein und Knochen. Im Herbst 2010 sorgte der Fund eines reich mit Keramik ausgestatteten Grabes aus der späten Baalberger Kultur für Aufmerksamkeit. Es enthielt das Skelett einer älteren Frau und eines Kleinkinds.
Die Herkunft des Namens Werla lässt sich nicht eindeutig bestimmten. 1935 stellte der Namenforscher Edward Schröder die Theorie auf, wonach Werla „Männerwald“ bedeute. Der Name habe sich vom Grundwort vir (lat.) oder dem verwandten germanischen Wort wer für Mann gebildet. Angehängt worden sei der Zusatz -la(h), ein alter Begriff für Wald. Davon ausgehend nahm Schröder an, dass es sich bei dem späteren Gelände der Pfalz um einen heiligen Waldbezirk gehandelt habe, in dem sich germanische Gauvertreter zu Beratungen trafen. Einen anderen Ansatz vertritt Werner Flechsig.
Die jüngsten Grabungen lieferten Hinweise auf eine Siedlungslücke zwischen der Römischen Kaiserzeit (1.–3. Jahrhundert) und dem frühen Mittelalter (8./9. Jahrhundert). Die Anzahl an Keramikfunden aus diesem Zeitraum erwies sich als auffällig gering; von den freigelegten Gebäuden konnte keines dieser Zeit zugeordnet werden.
Erst für das 9. Jahrhundert lässt sich eine flächige Besiedlung des Geländes nachweisen. Zu dieser Zeit entstand eine Art befestigter Wirtschaftshof. Ein Ringwall umgab im Bereich der späteren Kernburg mehrere einfache Holzgebäude.

### Die Pfalzzeit
Zu Beginn des 10. Jahrhunderts erfolgte der Umbau der Anlage zur befestigten Pfalz. Für diese Zeit gibt es auch die ersten schriftlichen Belege. Der sächsische Chronist Widukind von Corvey erwähnt in seiner Sachsenchronik einen Aufenthalt König Heinrichs I., der sich unterschiedlichen Angaben zufolge entweder auf das Jahr 924 oder 926 datieren lässt. Der König hatte demnach mit seinem ungeübten Heer auf der Pfalz vor einem Ungarnangriff Schutz gesucht. Im Zusammenhang damit steht auch die Gefangennahme eines ungarischen Anführers. Als Austausch für seine Freilassung konnte Heinrich I. später einen neunjährigen Waffenstillstand erreichen, der es ihm ermöglichte, die Verteidigung des Reiches zu stärken.
Unter den Ottonen erlebte die Werla eine erste Blütezeit. Als gesichert durch Urkunden gelten 14 Königsaufenthalte in der Zeit zwischen 924 und 1013. Alle Ottonen besuchten die Pfalz mindestens einmal; allein Otto der Große urkundete fünf Mal auf der Werla. Der Besuch des Saliers Konrad II. im Jahr 1035 während einer Reichsversammlung auf der Werla ist jedoch zweifelhaft. Mindestens zwei Mal wurde auf der Pfalz auch über die Königsnachfolge entschieden. So einigte man sich hier während der Königswahl von 1002 auf den bayerischen Herzog und späteren Heinrich II. als Nachfolger des kinderlos verstorbenen Otto III. Die Kandidatur des Markgrafen Ekkehard von Meißen scheiterte derweil. Die Chronik des Thietmar von Merseburg berichtet, er habe für einen Eklat gesorgt, als er ein für die anwesenden Äbtissinnen zubereitetes Mahl verzehrte. Auch vor der Wahl Konrads II. im Jahr 1024 trafen sich die Sachsen auf der Werla zu Beratungen. Insgesamt sind vier Versammlungen sächsischer Adliger nachgewiesen; Belege für regelmäßig stattfindende „Landtage“ gibt es jedoch nicht. Während der Pfalzzeit entstanden die Ringmauer sowie die wichtigsten repräsentativen Gebäude innerhalb der Kernburg. Im Norden entwickelte sich eine erste Vorburg, die jedoch zunächst nur ein Gebiet von etwa drei Hektar umfasste. Zum Verwaltungssystem der Pfalz Werla gehörte die Sudburg am Okerübergang bei Goslar.

### Die Siedlungszeit
Bereits unter Heinrich II. verlor die Werla jedoch politisch zunehmend an Bedeutung zugunsten der neu gegründeten Pfalz Goslar, die am Rammelsberg über reiche Silbervorkommen verfügte. Allerdings wurden die Pfalzrechte dabei nicht verlegt, wie der Sachsenspiegel später behaupten sollte. Erst im Jahr 1086 verlieh Heinrich IV. etwa 400 Hufen Land der Grundherrschaft an den Bischof von Hildesheim, Udo von Gleichen-Reinhausen (siehe Burg Schladen), wahrscheinlich als Gegenleistung für dessen Unterstützung im Investiturstreit. Der politische Bedeutungsverlust hatte jedoch keinesfalls den Verfall der Anlage zur Folge. Im Gegenteil: Im 11. und 12. Jahrhundert wurde die erste Vorburg nach Westen hin massiv erweitert und durch eine neue, zweite Kernburg ergänzt. Später kam sogar noch eine zweite, äußere Vorburg hinzu. Insgesamt erreichte die Gesamtanlage dadurch eine Größe von fast 20 Hektar. Außerdem wurden die Befestigungsanlagen durch neue Gräben und Türme verstärkt und wesentliche Umbauten an zentralen Gebäuden der Kernburg vorgenommen. Zahlreiche neue Befunde in den Vorburgen weisen dabei darauf hin, dass sich die Werla zunehmend zu einer permanenten Siedlung weiterentwickelte. In den Grubenhäusern der Vorburgen scheint sich zu dieser Zeit ein reges Wirtschaftsleben mit Metall- und Textilverarbeitung entwickelt zu haben. Im Jahr 1180 besuchte zum letzten Mal ein Kaiser die Pfalz. Friedrich I. Barbarossa beendete hier in unmittelbarer Nähe zu Braunschweig die Auseinandersetzungen mit seinem Widersacher Heinrich dem Löwen und forderte seine Anhänger in einem Ultimatum auf, sich ihm zu ergeben. Dass Barbarossa dabei nach so langer Zeit auf den alten Pfalzort zurückgriff, beweist, dass dieser sich bis dahin eine wichtige symbolische Funktion im kollektiven Gedächtnis der Sachsen bewahrt hatte.

### Verfall zur Wüstung

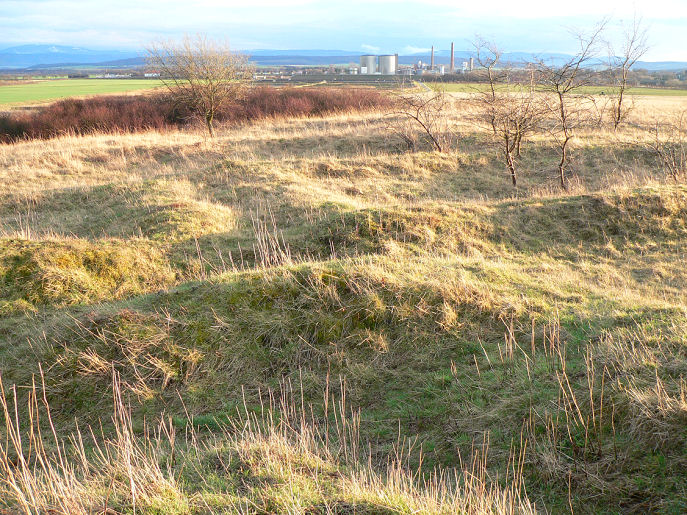
Bodenreste der Pfalzanlage (2006), im Hintergrund Schladen mit Zuckerfabrik

Im Jahr 1240 vergab das Bistum Hildesheim den Zehnten der Werla an das Kloster Heiningen. Dabei wurde ihm auch die Kirche der alten Pfalz unterstellt, die für kurze Zeit unter der Aufsicht des Klosters Dorstadt gestanden hatte. Im 13. Jahrhundert gibt es noch einmal Hinweise auf Umbauarbeiten. Innerhalb der Kernburg entstanden Gräben und Kellerbauten, deren Zweck noch nicht eindeutig geklärt werden konnte. Bis ins 14. Jahrhundert lassen sich noch Besiedlungsspuren nachweisen, doch spätestens um 1550 scheint Werla mit seiner Pfarrkirche wüst gefallen zu sein. Die Bewohner siedelten sich wahrscheinlich teilweise im nordwestlich gelegenen Burgdorf an, das heute wieder Werla im Namen trägt. Die Dorfbewohner und unter Umständen auch das Kloster Heiningen verwendeten im Anschluss die Steine der Pfalz als kostbares Baumaterial wieder. In den folgenden Jahrhunderten wurde der Name als Flurbezeichnung für die Felder auf der Anhöhe noch mehrmals in Urkunden verwendet. Bis 1817 hatte sogar noch eine Kapelle dort Bestand, deren Ursprung den Anwohnern jedoch selbst schon nicht mehr bekannt war. Mit den letzten sichtbaren Mauern verschwand auch die Erinnerung an die Königspfalz vorläufig aus der Erinnerung der Menschen.
Von der Existenz der Pfalz zeugten jedoch weiterhin rund 50 überlieferte Schriftquellen aus dem 10. bis ins 13. Jahrhundert, wie Königsurkunden und Chronikberichte.

## Forschungsgeschichte

### Wiederentdeckung und erste Probegrabungen

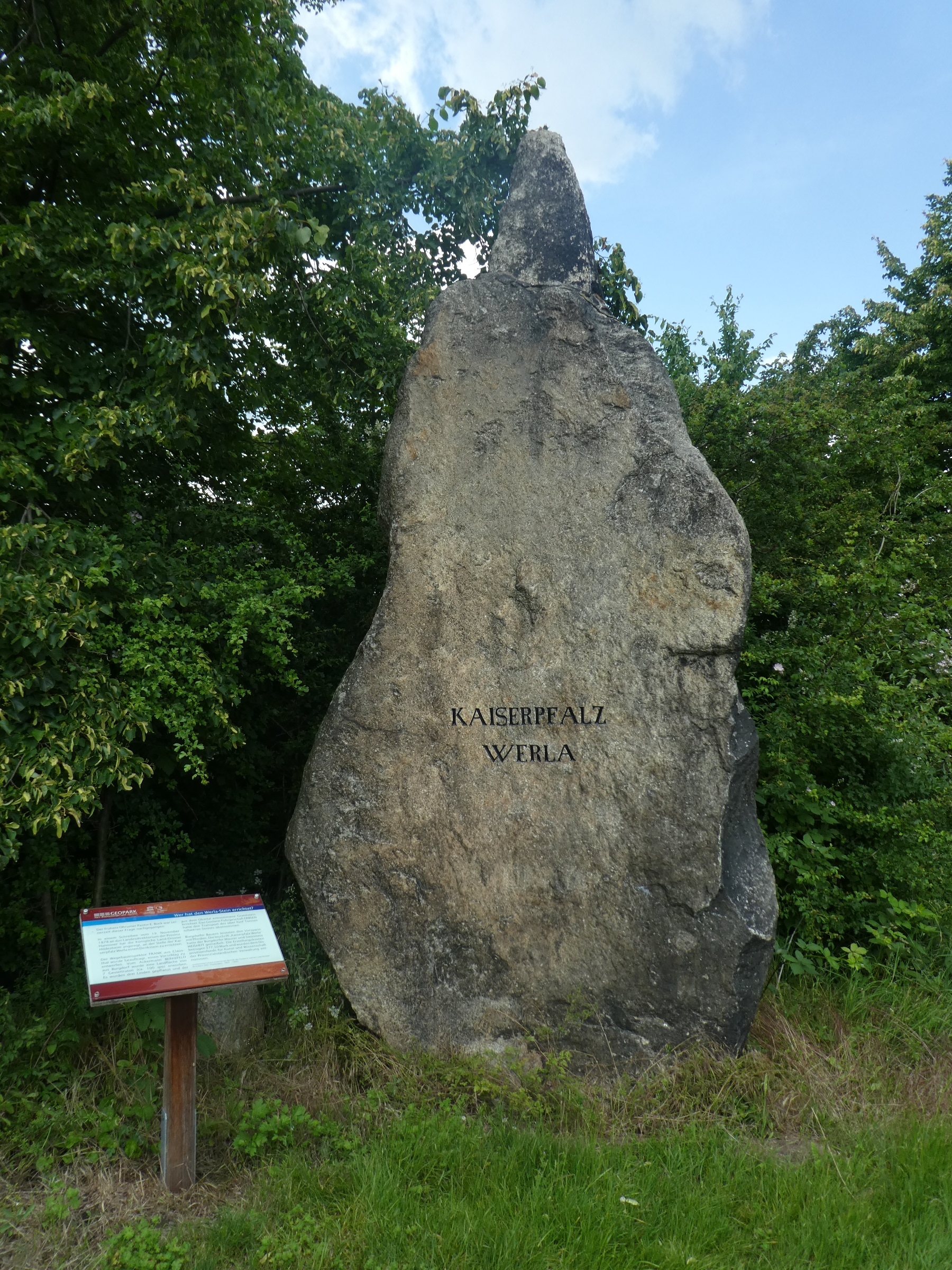
Der etwa 4 m hohe Granit-Gedenkstein, 1878 auf dem Pfalzgelände aufgestellt

Erste Lokalisierungsversuche der Pfalz Werla gab es bereits im 19. Jahrhundert. Man vermutete sie unter anderem bei der Burg Werle in Mecklenburg oder im westfälischen Werl. Eine Eingrenzung auf den Raum Schladen gelang schließlich durch das Urkundenstudium des Gelehrten Hermann Adolf Lüntzel Mitte des 19. Jahrhunderts. Ortsansässige Bauern hatten berichtet, dass sie auf dem Kreuzberg Steine aufgepflügt hätten. 1875 führte der Bauinspektor der Kaiserpfalz Goslar E. F. A. Schulze eine kurze Grabung durch, die einige Fundamente zutage treten ließ, was als ausreichender Nachweis für die Pfalz angesehen wurde. Zum Gedenken errichtete man einen Stein mit der Aufschrift „Kaiserpfalz Werla“ und pflanzte eine Linde, deren markante Gestalt noch die Anlage prägt. Weitere wissenschaftliche Untersuchungen wurden jedoch nicht vorgenommen. Um 1920 beschäftigte sich der Lehrer Franz Kaufmann aus Schladen wieder mit der Werla und lenkte das archäologische Interesse auf die Pfalz. Das führte 1926 zu einer eintägigen Probegrabung unter der Leitung des Bauforschers und Architekten Uvo Hölscher von der Technischen Universität Hannover. Unter dem Eindruck des erhöhten wissenschaftlichen Interesses kaufte der Landkreis Goslar im Jahr 1929 einen Teil des Geländes im Bereich der Kernburg, um es vor weiteren Beschädigungen durch die Landwirtschaft zu schützen. 1933 wurde schließlich die Werla-Kommission gegründet, die sich aus Wissenschaftlern sowie Vertretern des Kreises Goslar und des Regierungspräsidiums zusammensetzte. Sie sollte in der Folge die geplanten Ausgrabungen koordinieren.

### Grabungen zwischen 1934 und 1939
Im Jahr 1934 begann im Auftrag der Werla-Kommission die erste Grabungskampagne unter Leitung des Regierungsbaurates Karl Becker. Für die zu erwartenden prähistorischen Funde auf dem Gelände wurde zudem Hermann Schroller vom Provinzialmuseum Hannover hinzugezogen. Erstmals wurden zusammenhängende Flächen wissenschaftlich untersucht. Nachdem wegen einer Erkrankung Beckers im darauf folgenden Jahr keine Grabungen stattfinden konnten, berief man kurzfristig den Bauforscher Hans Steckeweh zum Grabungsleiter. Aus nicht eindeutig geklärten Gründen entschied sich die Werla-Kommission aber im Jahr 1937, die Leitung der Grabungen stattdessen gänzlich dem eigentlich prähistorisch spezialisierten Hermann Schroller zu übertragen. Dieser verstand es, das ohnehin schon hohe öffentliche Interesse an den Grabungen weiter zu steigern. Wissenschaftler, Parteifunktionäre und Schulklassen wurden über das Gelände geführt und die neuesten Ergebnisse in Presse und Rundfunk präsentiert. Sogar ein Film für die Lehrerfortbildung wurde produziert. Durch zahlreiche politische Kontakte gelang es dem NSDAP-Mitglied Schroller zudem, neben dem Reichsarbeitsdienst auch die Heeresfliegerschule Hildesheim als Unterstützer für die Grabungen zu gewinnen. Die Luftbildarchäologie, bei der erstmals überhaupt Stereofotografie zum Einsatz kam, führte 1937 zu sensationellen Entdeckungen. Auf den Luftbildern zeigten sich streifenförmige Bodenverfärbungen, welche die gewaltigen Ausmaße der Pfalz samt ihren Vorburgen (etwa 600 × 600 m) abbildeten. Die neuen Erkenntnisse erregten nun auch in der Fachwelt große Aufmerksamkeit.
Als neu und innovativ galten die modernen chemischen Analysemethoden und die interdisziplinäre Zusammenarbeit zwischen Bauforschern, Archäologen und Geologen bei der Bestimmung der Bausubstanz. Trotz der fortschrittlichen Methoden wies die Grabungsdokumentation jedoch auch große fachliche Mängel auf. Ständig wurden Befunde neu gedeutet und bereits publizierte Arbeitsergebnisse korrigiert. Die schlechte und vorschnelle Deutung von Funden ist jedoch nicht allein mit einer mangelnden fachlichen Qualifikation Schrollers zu erklären. Bestimmend war vielmehr die starke ideologische Beeinflussung durch den nationalsozialistischen Zeitgeist. Gezielt suchte man nach dem Ideal einer ottonischen Pfalz und bezeichnete die Werla als „Wiege des Ersten Reiches“, in deren Kontinuität die Nationalsozialisten mit dem von ihnen propagierten „Dritten Reich“ zu stehen glaubten. Dementsprechend bemühte man sich, die Funde möglichst in die ottonische Zeit zu datieren, vorzugsweise sogar in die Regentschaft des als „Reichsgründer“ verklärten Heinrich I. Hinzu kamen starke interne Konflikte in der Grabungsleitung. Daraus resultierende Fehleinschätzungen haben sogar heute teilweise noch in der Forschungsliteratur Bestand. Mit dem Ausbruch des Zweiten Weltkriegs kamen die Ausgrabungen zu einem vorläufigen Ende.

### Grabungen zwischen 1957 und 1964
Bei der Wiederaufnahme der Grabungen im Jahr 1957 wurde erneut Hermann Schroller zum Grabungsleiter berufen. Nach dessen Unfalltod im Jahr 1959 setzten seine studentischen Mitarbeiter Gudrun Stelzer und Carl-Heinrich Seebach die Grabungen noch bis 1964 fort. Die Kernburg wurde großflächig untersucht und gilt seitdem als nahezu vollständig archäologisch erschlossen. Auch Spuren der Vorgängeranlage wurden zum ersten Mal ausführlich dokumentiert und die Bedeutung der hochmittelalterlichen Umbauten für die Entwicklung der Pfalz anerkannt. Bei den Grabungen wurden tausende Einzelfunde geborgen, bei denen es sich mehrheitlich um Keramik, aber auch um Eisen- und Bronzestücke handelte. Die gefundenen Münzen, unter anderem aus Rostock, Göttingen und Bremen, stammten überwiegend aus dem 13. Jahrhundert. Hinweise auf die zeitweiligen hochangesehenen Besucher der Pfalz fehlen, die frühere königliche Anwesenheit spiegelt sich nur in den Baulichkeiten der Anlage wider. Die beiden Vorburgen wurden nur stichprobenhaft untersucht. Durch lange Suchschnitte bestätigte man den ungefähren Verlauf der Befestigungsanlagen, wobei erstmals Reste von Werkstätten und Grubenhäusern zutage traten. Die Theorie, wonach die Vorburgen lediglich als sogenannte „Heerburgen“ gedient hätten, war somit hinfällig. Ausgehend von den neuen Erkenntnissen beschäftigten sich in den Folgejahren verstärkt Historiker mit den archäologischen Befunden. Die Rolle der Pfalz als Verteidigungsanlage gegen die Ungarn trat dabei zunehmend in den Hintergrund. Vielmehr ging man dazu über, die Pfalz als ein wichtiges regionales Herrschafts- und Wirtschaftszentrum zu begreifen.

### Großveranstaltung 2005
Am 21. und 22. Mai 2005 fand auf dem Gelände der Pfalz eine Großveranstaltung mit dem Titel „Pfalz Werla – Leben vor 1000 Jahren“ statt. Bei dem eventartigen Ereignis erhielten Besucher die Möglichkeit, eine Zeitreise ins Mittelalter zu unternehmen. 300 Akteure, 130 Zelte, ein Dutzend Pferde und fünf Geschütze präsentierten 17.000 Besuchern drei Zeitinseln zu den Themen „Europa um das Jahr 1000“, „Welfen und Staufer-Zeit des Mittelalters“ sowie zum Spätmittelalter mit Wehrtechnik und Handwerk einer städtischen Gesellschaft.
Die Großveranstaltung sollte die Bewerbung Braunschweigs zur Kulturhauptstadt Europas 2010 unterstützen. Für die Bewerbung gab der Landkreis Wolfenbüttel eine Studie in Auftrag, dessen 2003 erschienenes Konzept aufwändige Gebäuderekonstruktionen vorsah. Das Projekt erübrigte sich 2005 durch die Entscheidung gegen Braunschweig und zugunsten Essens mit der RUHR.2010 sowie Pécs und Istanbul.

### Grabung zwischen 2007 und 2016
Die Grabungen sind derzeit (Stand: April 2023) abgeschlossen; eine umfassende Bewertung liegt vor. Die bisherigen Ergebnisse verdeutlichen die kontinuierliche Veränderung und Erweiterung der Werla, ermöglichen einen Einblick in ihr Wirtschaftsleben und liefern wichtige Daten für die angestrebten Teilrekonstruktionen und Visualisierungen.

#### Grabungen in der Kernburg
Im Frühjahr 2007 begannen erneute Nachgrabungen im Bereich der Kernburg. Die Kapelle, der Estrichbau sowie Gräben, Tore und Mauern wurden bis 2008 freigelegt und neu vermessen. Die Ergebnisse bildeten später die Grundlage für die Rekonstruktionen im Rahmen des „Archäologie- und Landschaftsparks Kaiserpfalz Werla“. Neben der Sichtung und Sicherung von bereits bekannten Befunden wurden jedoch vereinzelt auch neue Entdeckungen gemacht. So wurde der Verlauf des Walls der Vorgängeranlage aus dem 9. Jahrhundert nun genauer dokumentiert. Zudem konnte durch neue Mörtelanalysen sowie Vergleiche zu ähnlichen Bauten die Datierung einzelner Gebäude verbessert oder zumindest bestätigt werden. Eine geologische Bewertung des Baugesteins bildete die Grundlage für eine Massenermittlung der zentralen Gebäude. Transport- und Arbeitsaufwand konnten damit erstmals grob abgeschätzt werden. So dürfte bereits die Errichtung der Kernburg mehrere Jahre gedauert und die Ressourcen des Umlandes teilweise stark beansprucht haben. Neu zu überdenken ist auch das Verhältnis zu den Orten Schladen und Werlaburgdorf. Schladen galt bislang als Sitz der curtis, des Wirtschaftshofes der Pfalz. Dies steht jedoch im Widerspruch zur neuen Betrachtungsweise, die zeigen konnte, dass die Vorburgen in mehreren Phasen besiedelt und über einen sehr viel längeren Zeitraum genutzt wurden, als man bisher vermutete. Für Werlaburgdorf ist das Gräberfeld aus dem 9./10. Jahrhundert hervorzuheben, handelt es sich doch hier um den Bestattungsplatz eines Dorfes, dessen Bewohner wohl im Fronhof der Pfalz arbeiten mussten.

#### Grabungen in der Vorburg
Des Weiteren wurde eine geomagnetische Prospektion der Vorburgen durchgeführt. Die auf diese Weise gewonnenen Daten sorgten für eine Neubewertung der Pfalzgeschichte. Westlich des Nordtores entdeckte man eine Mauer, welche bei späteren Grabungen durch Keramikfunde näherungsweise ins 10. bis 11. Jahrhundert datiert werden konnte. Überraschend daran war, dass diese Mauer die innere Vorburg scheinbar von Nord nach Süd zu durchschneiden schien. Demnach musste der Ausbau der Vorburg in mindestens zwei Phasen verlaufen sein. Die Vorburg war zur Pfalzzeit also wesentlich kleiner als zunächst angenommen und wurde erst im Hochmittelalter großflächig nach Westen hin erweitert und durch einen zusätzlichen Graben verstärkt. Einen Teil dieser Erweiterung stellte möglicherweise auch ein weiterer Graben dar, den man im Bereich des sogenannten Kapellenbergs entdeckte. Auf dieser Anhöhe ließen sich außerdem Reste von Steingebäuden nachweisen, die möglicherweise in Zusammenhang mit der Gründung einer weiteren Kernburg stehen. Neue Luftbilder und eine systematische Begehung der Flächen halfen zudem, die Lage und Gruppierung der verschiedenen Wirtschaftsgebäude innerhalb der Vorburgen näher zu bestimmen. Einige dieser Gebäude konnten in der Folge näher untersucht werden. Durch großflächige Grabungen kamen gepflasterte Wege, Grubenhäuser, Abfallgruben und die Spuren eines Rutenbergs zum Vorschein. Standspuren eines Webstuhls und Webgewichte aus Ton lieferten an einer Stelle Hinweise auf Textilherstellung, während Tondüsen von Blasebälgen und Schlacke an anderer Stelle auf Metallverarbeitung verwiesen. Zuletzt widmeten sich die Grabungen den Befestigungsanlagen der inneren Vorburgen. Bei der Vermessung von Mauer und Graben stieß man auf den Fuß eines Walls, der sich unmittelbar hinter der Mauer befand.

#### Grabfund aus der Jungsteinzeit
Im Oktober 2010 legte die Braunschweiger Bezirksarchäologie im Zuge einer Lehrgrabung mit Studenten drei weibliche Skelette frei, die auf die Zeit von 3700 v. Chr. datiert wurden. Die erreichten Lebensalter wurden auf 4, 20 und 45 Jahren bestimmt, wobei das Kleinkind-Skelett räumlich der 20 Jahre alten Frau zugeordnet war. Weiterhin wurden über 30 Gefäße aus der Epoche der Baalberger Kultur ausgegraben.

#### Grabung 2016
2016 führten Studierende der HAWK Hochschule für angewandte Wissenschaft und Kunst Hildesheim/Holzminden/Göttingen an zwei Grabungsstellen eine Lehrgrabung durch. Dabei wurden die Reste eines Grubenhauses aus dem 10. oder 11. Jahrhundert freigelegt.

## Archäologie- und Landschaftspark Kaiserpfalz Werla

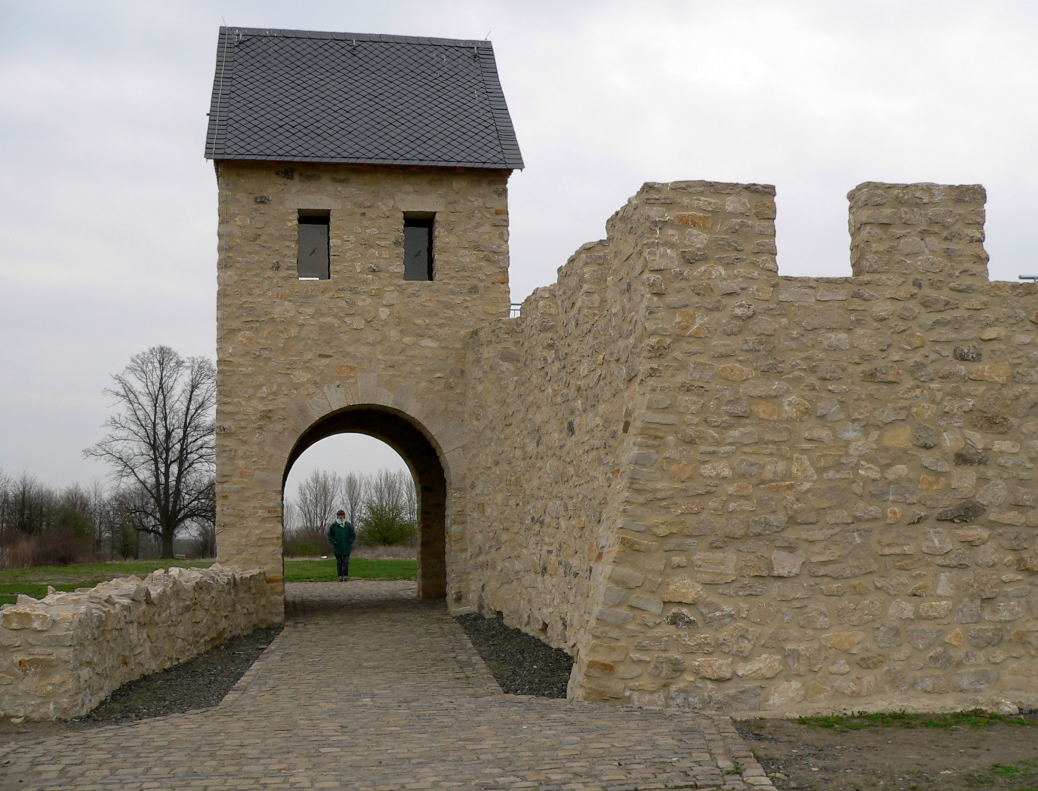
Torhaus im Westturm (2013)
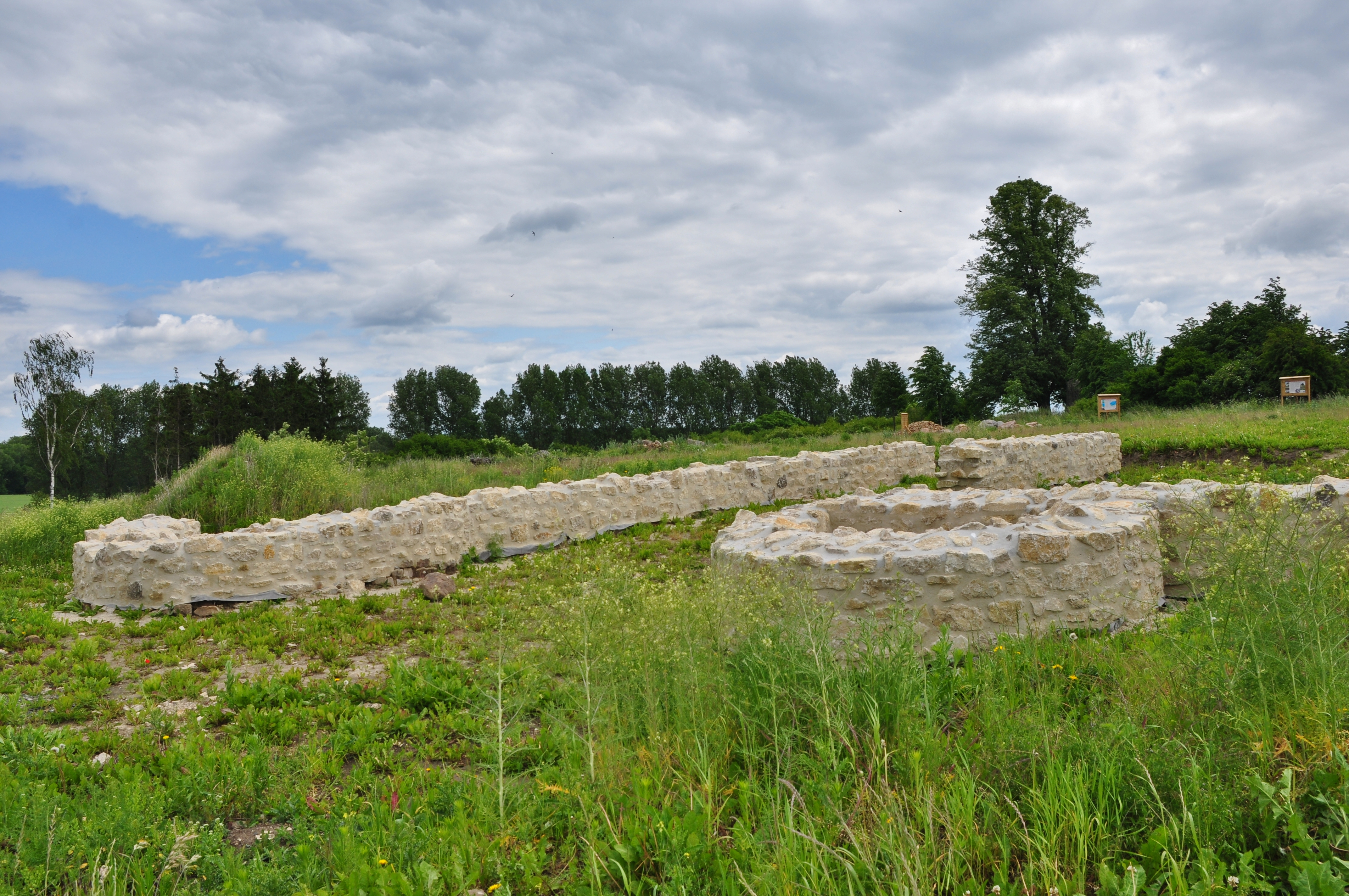
Freigelegtes und aufgemauertes Nordtor
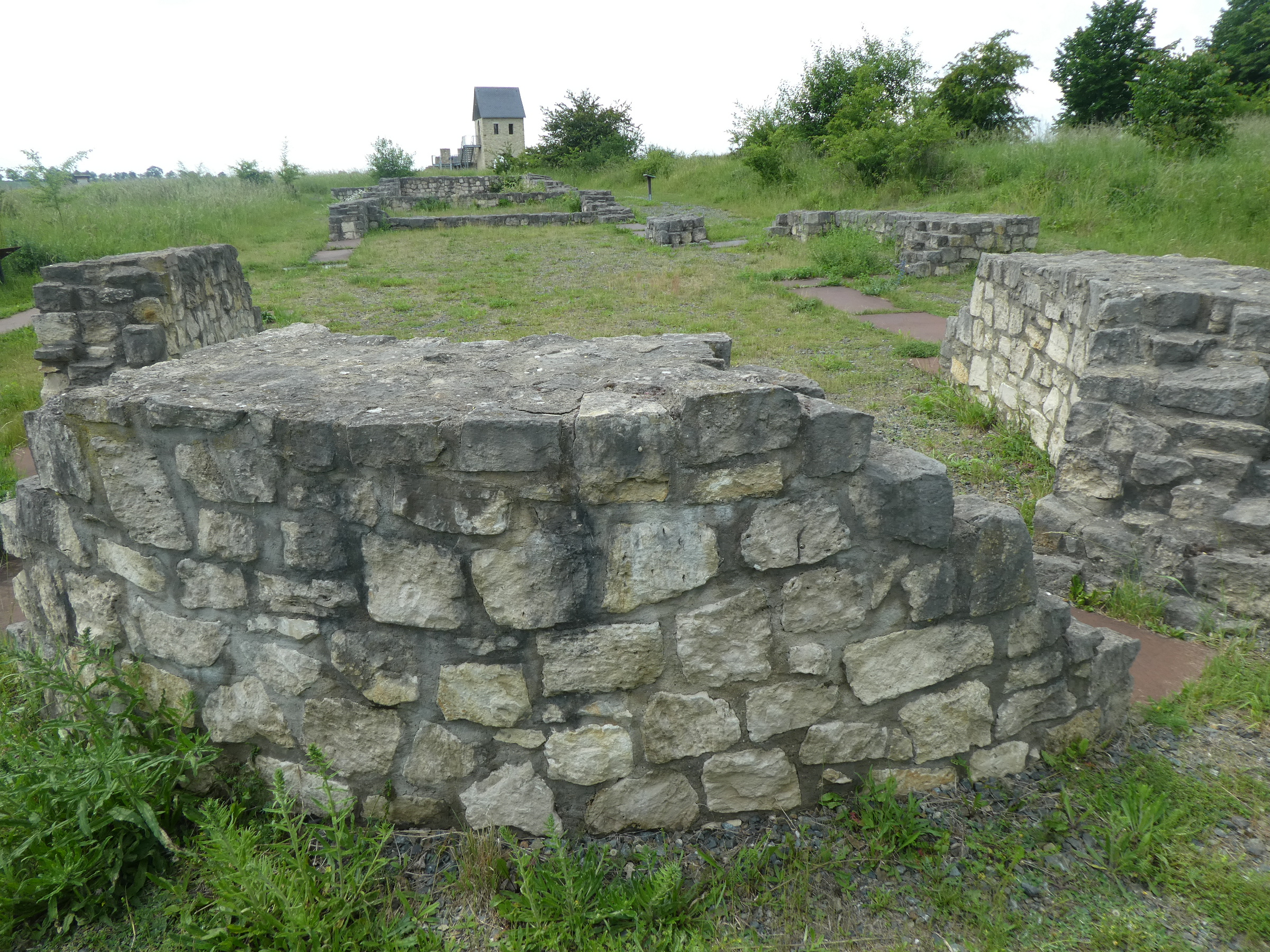
Fundamente der ehemaligen Pfalzkapelle, Blick von der Apsis nach Westen (2024)
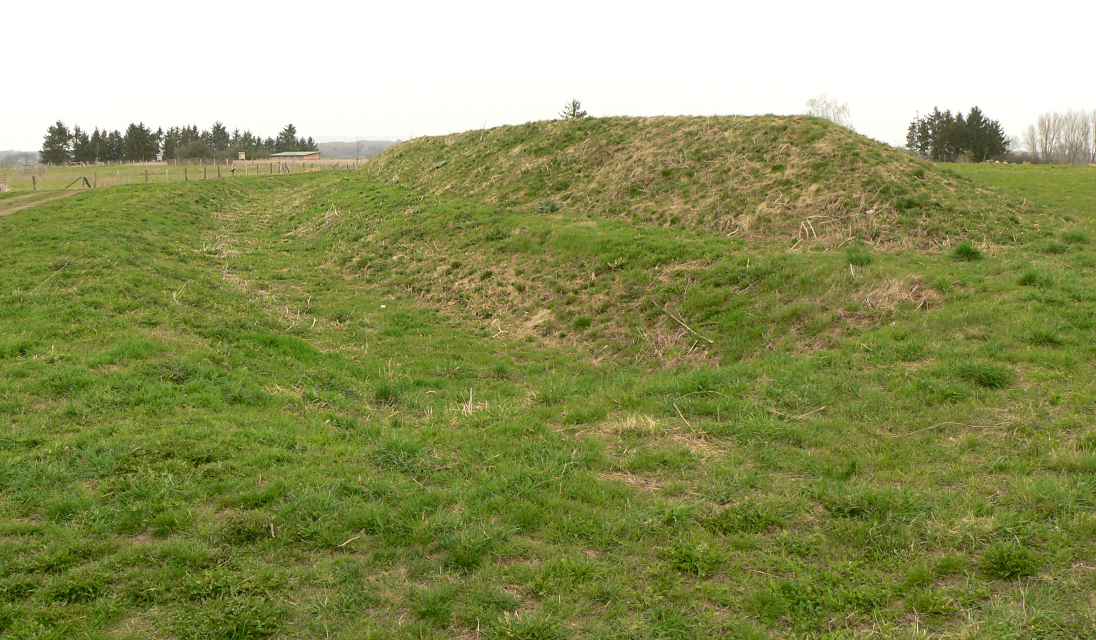
Wiederhergestelltes Wall-Graben-System

Aufbauend auf den 2007 begonnenen Ausgrabungen entstanden Planungen, die Reste der Pfalz zum „Archäologie- und Landschaftspark Kaiserpfalz Werla“ in Form eines öffentlichen Parks zu gestalten. Dazu kaufte das Niedersächsische Ministerium für Wissenschaft und Kultur im Jahre 2008 umgebende Ackerflächen auf. In das Vorhaben des Archäologieparks sind mittlerweile etwa 1,5 Millionen Euro investiert worden. Die Arbeiten dazu erfolgten in Verantwortung des Freilicht- und Erlebnismuseums Ostfalen und des Geoparks Harz – Braunschweiger Land – Ostfalen. Sie begannen im Herbst 2010. Am 14. September 2012 weihte der damalige niedersächsische Ministerpräsident David McAllister das Gelände offiziell ein.
Durch die Wiederherstellung der Wälle und Gräben sind die beeindruckenden Ausmaße der Anlage mit Kern- und Vorburg sichtbar geworden. Dabei wurden die einstigen Wallfundamente zu ihrem Schutz mit der Erde des neuen Walls überlagert. Im Bereich der Kernburg wurden die Gebäudegrundmauern teilrekonstruiert, die Rekonstruktion des so genannten Westtores (Tor II der Kernburg) vermittelt eine Vorstellung vom ehemaligen Aussehen der Gebäude.